# Waldo Gil Santóstegui
Waldo o Ubaldo Gil Santóstegui (Vigo, 9 de juny de 1879 - 28 d'agost de 1936) fou un metge i polític gallec, víctima de la repressió del bàndol franquista en la Guerra Civil.

## Biografia
Waldo va exercir la seva professió mèdica a Vigo, destacant per haver estat, juntament amb el doctor Nicolás Paz Pardo, el primer a establir un gabinet de raigs X a la localitat el 1913.
Membre del Partit Socialista Obrer Espanyol (PSOE) i de la Unió General de Treballadors (UGT), va ser escollit diputat provincial en 1921, presentant-se després com a candidat socialista a diputat al Congrés a les eleccions generals de 1923 sense obtenir escó. A les eleccions municipals de 1931 va ser escollit regidor de l'ajuntament de Vigo, on va arribar a ser tinent d'alcalde.
Amb el cop d'estat del 18 de juliol de 1936 que va donar lloc a la Guerra Civil, va ser detingut poc després de l'inici del conflicte, jutjat en un consell de guerra sumaríssim i condemnat a mort, sent executat al cementiri de Pereiró al costat dels diputats Ignacio Seoane Fernández, Enrique Heraclio Botana Pérez i Antonio Bilbatúa Zubeldía, els seus companys de corporació, el regidor Ramón González Brunet i l'alcalde, Emilio Martínez Garrido, l'alcalde de Lavadores, José Antela Conde, el mestre i pedagog, Apolinar Torres López i Manuel Rey Gómez.